# Hogna idonea
Hogna idonea este o specie de păianjeni din genul Hogna, familia Lycosidae, descrisă de Roewer, 1959. Conform Catalogue of Life specia Hogna idonea nu are subspecii cunoscute.